# Леркари, Джованни Баттиста (1572)
Джованни Баттиста Леркари II (итал. Giovanni Battista Lercari; Генуя, 1572 — Генуя, 1642) — дож Генуэзской республики.

## Биография
Джованни родился в Генуе в 1576 году и в раннем возрасте потерял отца. Примерно в 24 года он стал депутатом собрания, организовывашего помощь родственникам павших в боях с турками. В зрелом возрасте он предпочел заняться семейному бизнесу, стремясь вернуть семье финансовое благополучие. С этими целями он долгое время проживал в южной Италии, Португалии и Испании.
В 1620-х годах он вернулся в столицу, где занимал важные государственные должности. В 1625 году он принимал участие в боевых действиях между Генуей и герцогством Савойским, а в 1627 году вошел в состав магистрата инквизиции, который был основан после раскрытия так называемого "заговора Вакеро".

### Правление
4 июля 1642 года Леркари был избран Великим Советом на пост дожа, а также короля Корсики.
Мандат Леркари был отмечен открытием нового проспекта в Генуе - Via Giulia (ныне - Via XX Settembre).
Сведений о жизни Леркари после окончания срока мандата 4 июля 1644 года почти не сохранилось. Он умер в Генуе в 1657 году и был похоронен в церкви Утешения. Не имея потомства, он оставил свою собственность больнице в Памматоре.